# Teklit Teweldebrhan
Teklit Tesfaghar Teweldebrhan (1º ottobre 1993) è un ex mezzofondista eritreo.

## Biografia
Ha partecipato ai Giochi Olimpici di Londra 2012, venendo eliminato in batteria nei 1500 m piani; successivamente ha anche partecipato ai Giochi Panafricani del 2015, nei quali si è piazzato in decima posizione nei 5000 m piani, mentre l'anno precedente aveva conquistato un undicesimo posto nei 1500 m piani ai campionati africani. Nel 2016 ha invece conquistato un tredicesimo posto nei 5000 m piani ai campionati africani.

## Palmarès
| Anno | Manifestazione     | Sede        | Evento       | Risultato | Prestazione | Note |
| ---- | ------------------ | ----------- | ------------ | --------- | ----------- | ---- |
| 2010 | Mondiali di cross  | Bydgoszcz   | Corsa U20    | 22º       | 23'18"      |      |
| 2010 | Mondiali di cross  | Bydgoszcz   | A squadre    | 4º        | 44 p.       |      |
| 2012 | Mondiali juniores  | Barcellona  | 1500 m piani | 8º        | 3'42"63     |      |
| 2012 | Giochi Olimpici    | Londra      | 1500 m piani | Batteria  | 3'42"88     |      |
| 2014 | Africani           | Marrakech   | 1500 m piani | 11º       | 3'49"23     |      |
| 2015 | Giochi Panafricani | Brazzaville | 5000 m piani | 10º       | 13'55"55    |      |
| 2016 | Africani           | Durban      | 5000 m piani | 13º       | 13'36"00    |      |

## Campionati nazionali
2014
- Oro ai campionati eritrei, 5000 m piani - 14'23"53
- Oro ai campionati eritrei, 1500 m piani - 3'49"49

## Altre competizioni internazionali[1]
2012
- 7º al Meeting Iberoamericano de Atletismo ( Huelva) - 3'36"50

2016
- 24º alla CrossCup de Hannut ( Hannut) - 31'11"